# اس‌ام‌اس وورت
اس‌ام‌اس وورث (به انگلیسی: SMS Wörth) یک کشتی بود که طول آن ۱۱۵٫۷ متر (۳۷۹ فوت ۷ اینچ) بود. این کشتی در سال ۱۸۹۹ ساخته شد.